# Brødrene Grimm
 For alternative betydninger, se Brødrene Grimm (flertydig). (Se også artikler, som begynder med Brødrene Grimm)
 "Grimm" omdirigeres hertil. For andre betydninger af Grimm, se Grimm (flertydig).
Brødrene Grimm var to tyske filologer og folkemindesamlere: Jacob Ludwig Carl Grimm (født 4. januar1785, død 20. september 1863)  og Wilhelm Karl Grimm (født 24. februar 1786 i Hanau i Hessen, døde 16. december 1859 i Berlin).
Brødrene blev almindeligt kendt, da de udgav tyske folkeeventyr i samlingen Kinder- und Hausmärchen 1812-15. Værket udkom på dansk i 1821 med titlen Folkeeventyr.
Desuden har de samlet og udgivet et stort antal sagn, heltedigte, folklore og andre sproglige mindesmærker fra Tysklands og Danmarks fortid.